# Služba družbenega knjigovodstva
Služba družbenega knjigovodstva je bila javna služba za finančni nadzor, ustanovljena v socialistični Jugoslaviji. Opravljala je vlogo davčne službe ter službe za plačilni promet in za revidiranje.

## Naloge službe in njen razvoj
Ker je bila po drugi svetovni vojni finančna straža (finančna policija) ukinjena, je bilo potrebno poiskati alternativni način zagotavljanja finančnega nadzora in  s tem namenom so socialistične oblasti ustanovile Službo družbenega knjigovodstva. SDK je bila uvedena leta 1959 in je bila skupaj s svojo finančno inšpekcijo sprva del Narodne banke FLRJ, v šestdestih pa je SDK postala samostojna služba.
SDK je nadzirala gibanje in pretok kapitala. Med njenimi nalogami so bile:
- evidenčna;
- informacijsko-analitska in kontrolna funkcija;
- opravljanje finančne revizije in plačilnega prometa.

Za vse subjekte javnega in zasebnega poslovanja, za podjetja in za javne ustanove je morala ugotavljati in evidentirati sledeče:
- kdo in zakaj vplačuje,
- kdo in kje izplačuje,
- kdo in kako zbira denar,
- kdo in kako deli denar.

## Vloga SDK Slovenije pri slovenski osamosvojitvi
SDK Slovenije (republiška SDK) je v času priprav na slovensko osamosvojitev skupaj s slovenskimi carinarnicami Zvezne carinske uprave  odigrala pomembno vlogo pri finančnemu osamosvajanju Slovenije. Že od leta 1990 je bilo zadrževanje pobranih uvoznih dajatev pogost pojav republiških praks v nekdanji SFRJ. V praksi je vse skupaj potekalo tako, da so v republiških SDK-jih sredstva, ki bi morala končati v zveznem proračunu, nakazali na republiškega. Ideji slovenstva zvesti cariniki so v začetku leta 1991 skladu z dogovorom s slovenskimi oblastmi pobrane carinske in druge uvozne dajatve pričeli preko republiškega SDK odvajati v slovenski proračun namesto v zveznega. Republika Slovenija je nato izračunala trikrat manjšo vsoto, ki naj bi pripadala zvezni državi in ta del denarja je bil nato nakazan na zvezno SDK. Zvezna SDK je takoj beležila okrog 30-50% upad prilivov iz Slovenije. Po grožnjah iz Beograda, ki so se stopnjevale po 19. aprilu 1991, je 20. maja 1991 zvezna oblast uveljavila tako stroge ukrepe proti praksi slovenskih carinarnic in slovenske SDK, da je Slovenija 27. maja 1991 načeloma zamrznila izvajanje svojih sklepov, v resnici pa je še naprej nadaljevala s staro politiko zadrževanja carin. Prav tistega dne je republiška SDK zavrnila komisijo zvezne SDK, ki je prišla v kontrolo). Ker se je »carinska vojna« med Slovenijo in SFRJ nadaljevala še naprej, je zvezna oblast proti Sloveniji dne 19. junija 1991 dokončno sprožila stroge ukrepe, vendar pa to  slovenske oblasti, ki je bila tedaj že dobro pripravljena na osamosvojitev Slovenije, to zaradi prepoznega ukrepanja ni zelo zmotilo.

## SDK v Republiki Sloveniji
V času novo nastale samostojne države Slovenije se je v času vlade Janeza Drnovška leta 1994 preimenovala v Agencijo RS za plačilni promet, nadziranje in informiranje. Ta agencija je sprva v celoti prevzela naloge SDK-ja, a že kmalu je bilo ustanovljeno Računsko sodišče Republike Slovenije, ki je prevzelo nadzor nad poslovanjem javnega sektorja. Vendar učinkovitost Agencije Republike Slovenije za plačilni promet, nadziranje in informiranje ni bila primerljiva z SDK-jem, saj ni bilo ustanovljene finančne policije, niti izdelanih pravnih predpisov za vprašanja, kot so kdo, zakaj, kje in kako, sme in mora delati s kapitalom. Leta 1996 je bil velik del nekdanje SDK združen z Republiško upravo za javne prihodke v Davčno upravo Republike Slovenije (DURS). Naloge, ki jih je poprej opravljal SDK, so bile nato razpršene med Agencijo za plačilni promet , Računsko sodišče in Agencijo za revidiranje, glede davčnega nadzora nad pravnimi osebami pa na DURS.

## Sodobni odzivi na delovanje SDK
V diskurzu o smislu uvajanja finančne policije ali finančne straže je  leta 2012 Pavle Čelik opozoril, da je bila SDK po drugi svetovni vojni z računovodskim nadzorom dejansko sposobna zagotoviti finančni nadzor, ki ga je poprej opravljala finančna straža na terenu. Čelik je pojasnjeval, da je razlog za ukinitev Finančne straže po drugi svetovni vojni predvsem v tem, da so oblastniki odpravili monopole in pobiranje trošarin, ponovno uvajanje finančne straže pa je smiselno predvsem na področju trošarinskega nadzora in opravljanja izvršb. Sklicujoč se na dobro prakso SDK se je v predvolilnem boju Miro Cerar ml.  zavzemal, da se učinke, ki jih v nekaterih sistemih dosega finančna policija, uveljavi drugače in sicer z uvedbo finančnega nadzora nad prispevki in davki, kot smo ga poznali pri nekdanji Službi družbenega knjigovodstva- učinek, ki ga ima finančna policija, naj bi bilo po njegovem namreč mogoče doseči s povezavo vseh institucij, ki se ukvarjajo s financami, na ravni države. Toda dejstvo ostaja, da zaradi nastanka SDK tudi v času socializma terenske carinske službe, ki je vsebovala tudi elemente finančne policije,  niso odpravili, podobno pa je tudi za nastajajočo Finančno upravo značilno, da bo še vedno potrebno iskati način za čim boljši trošarinski nadzor, za preprečevanje dela na črno in za izvajanje izvršb.